# Agardhiella buresi
Agardhiella buresi is een slakkensoort uit de familie van de Argnidae. De wetenschappelijke naam van de soort is voor het eerst geldig gepubliceerd in 1960 door Urbanski.